# UCI Àfrica Tour 2011-2012
L'UCI Àfrica Tour 2011-2012 és la vuitena edició de l'UCI Àfrica Tour, un dels cinc circuits continentals de ciclisme de la Unió Ciclista Internacional. Està format per vint-i-cinc proves, organitzades entre el 19 de setembre de 2011 i l'11 de juny de 2012 a l'Àfrica.

## Evolució del calendari

### Setembre de 2011
| Data | Cursa                   | Cat. | Vencedor        | Equip         |
| ---- | ----------------------- | ---- | --------------- | ------------- |
| 29-2 | Gran Premi Chantal Biya | 2.2  | Yves Ngue Ngock | SNH Vélo Club |

### Octubre de 2011
| Data  | Cursa        | Cat. | Vencedor         | Equip                     |
| ----- | ------------ | ---- | ---------------- | ------------------------- |
| 21-30 | Tour de Faso | 2.2  | Hamidou Zidweiba | Equip Regional del Centre |

### Novembre de 2011
| Data  | Cursa                                           | Cat. | Vencedor                                                                   | Equip              |
| ----- | ----------------------------------------------- | ---- | -------------------------------------------------------------------------- | ------------------ |
| 9     | Campionat d'Àfrica de contrarellotge per equips | CC   | Natnael Berhane · Ferekalsi Debessay · Daniel Teklehaymanot · Jani Tewelde | Selecció d'Eritrea |
| 11    | Campionat d'Àfrica de contrarellotge            | CC   | Daniel Teklehaymanot                                                       | Selecció d'Eritrea |
| 13    | Campionat d'Àfrica en ruta                      | CC   | Natnael Berhane                                                            | Selecció d'Eritrea |
| 20-26 | Tour de Ruanda                                  | 2.2  | Kiel Reijnen                                                               | Team Type 1        |

### Febrer de 2012
| Data | Cursa                                           | Cat. | Vencedor        | Equip               |
| ---- | ----------------------------------------------- | ---- | --------------- | ------------------- |
| 16   | Challenge de la Marxa Verda - GP Sakia El Hamra | 1.2  | Tarik Chaoufi   | Selecció del Marroc |
| 17   | Challenge de la Marxa Verda - GP Oued Eddahab   | 1.2  | Andris Smirnovs | Rietumu-Delfin      |
| 18   | Challenge de la Marxa Verda - GP Al Massira     | 1.2  | Ismail Ayoune   | Selecció del Marroc |

### Març de 2012
| Data  | Cursa            | Cat. | Vencedor                    | Equip                |
| ----- | ---------------- | ---- | --------------------------- | -------------------- |
| 8-17  | Tour del Camerun | 2.2  | Ngock Yves Ngue             | Selecció del Camerun |
| 10-14 | Tour d'Algèria   | 2.2  | Natnael Berhane             | Selecció d'Eritrea   |
| 16    | Circuit d'Alger  | 1.2  | Ioánnis Tamourídis          | SP Tableware         |
| 23-1  | Volta al Marroc  | 2.2  | Reinardt Janse van Rensburg | MTN Qhubeka          |

### Abril de 2012
| Data  | Cursa                                              | Cat. | Vencedor            | Equip'              |
| ----- | -------------------------------------------------- | ---- | ------------------- | ------------------- |
| 4     | Les Challenges Phosphatiers - Challenge Khouribga  | 1.2  | Tarik Chaoufi       | Selecció del Marroc |
| 5     | Les Challenges Phosphatiers - Challenge Youssoufia | 1.2  | Mouhssine Lahsaini  | Selecció del Marroc |
| 6     | Les Challenges Phosphatiers - Challenge Ben Guerir | 1.2  | Abdellah Ben Youcef | Selecció d'Algèria  |
| 24-29 | Tropicale Amissa Bongo                             | 2.1  | Anthony Charteau    | Team Europcar       |

### Maig de 2012
| Data | Cursa                                             | Cat. | Vencedor                   | Equip               |
| ---- | ------------------------------------------------- | ---- | -------------------------- | ------------------- |
| 7    | Challenge du Prince - Trophée Princier            | 1.2  | Tarik Chaoufi              | Selecció del Marroc |
| 8    | Challenge du Prince - Trophée de l'Anniversaire   | 1.2  | Reda Aadel                 | Selecció del Marroc |
| 9    | Challenge du Prince - Trophée de la Maison Royale | 1.2  | Abdelati Saadoune          | Selecció del Marroc |
| 30-3 | Tour d'Eritrea                                    | 2.2  | Jacques Janse van Rensburg | MTN Qhubeka         |

### Juny de 2012
| Data  | Cursa                    | Cat. | Vencedor           | Equip               |
| ----- | ------------------------ | ---- | ------------------ | ------------------- |
| 10-11 | Kwita Izina Cycling Tour | 2.2  | Abraham Ruhumuriza | Selecció de Rwuanda |

### Proves anul·lades
| Data            | Prova                                | Cat. |
| --------------- | ------------------------------------ | ---- |
| 25-29 de gener  | Tour a Costa d'Ivori                 | 2.2  |
| 5-10 de febrer  | Volta a Egipte                       | 2.2  |
| 12 de febrer    | Gran Premi de Xarm al xeic           | 1.2  |
| 19-26 de febrer | Volta a Sud-àfrica                   | 2.2  |
| 16-20 de maig   | Volta a Tunísia                      | 2.2  |
| 22 de maig      | Gran Premi de la Banque de l'Habitat | 1.2  |

## Classificacions
- Font: UCI Àfrica Tour Arxivat 2016-03-03 a Wayback Machine.

| #   | Ciclista                          | Equip                | Pts.   |
| --- | --------------------------------- | -------------------- | ------ |
| 1.  | Tarik Chaoufi (MAR)               | -                    | 325    |
| 2.  | Adil Jelloul (MAR)                | -                    | 243,67 |
| 3.  | Reinardt Janse van Rensburg (RSA) | MTN Qhubeka          | 206,67 |
| 4.  | Azzeddine Lagab (ALG)             | GS Pétrolier Algérie | 181,33 |
| 5.  | Abdelati Saadoune (MAR)           | -                    | 168,67 |
| 6.  | Natnael Berhane (ERI) *           | -                    | 160,67 |
| 7.  | Mouhcine Lahsaini (MAR)           | -                    | 140,67 |
| 8.  | Ngock Yves Ngue (CMR)             | -                    | 132    |
| 9.  | Meran Russan (ERI)                | MTN Qhubeka          | 110    |
| 10. | Soufiane Haddi (MAR) *            | -                    | 108    |

| #   | Ciclista                | País         | Pts.   |
| --- | ----------------------- | ------------ | ------ |
| 1.  | MTN Qhubeka             | Sud-àfrica   | 653,68 |
| 2.  | GS Pétrolier Algérie    | Algèria      | 438,99 |
| 3.  | Team Europcar           | França       | 230    |
| 4.  | Type 1-Sanofi           | Estats Units | 150    |
| 5.  | SP Tableware            | Grècia       | 105    |
| 6.  | Rietumu-Delfin          | Letònia      | 80     |
| 7.  | Astana Continental      | Kazakhstan   | 79     |
| 8.  | Vélo Club Sovac Algérie | Algèria      | 74,33  |
| 9.  | Dukla Trenčín Trek      | Eslovàquia   | 59     |
| 10. | Konya Torku Şeker Spor  | Turquia      | 49     |

| #   | País          | Pts.    |
| --- | ------------- | ------- |
| 1.  | Marroc        | 1333.68 |
| 2.  | Sud-àfrica    | 957.01  |
| 3.  | Eritrea       | 643.01  |
| 4.  | Algèria       | 602.99  |
| 5.  | Camerun       | 207     |
| 6.  | Tunísia       | 191     |
| 7.  | Ruanda        | 160,68  |
| 8.  | Burkina Faso  | 141     |
| 9.  | Etiòpia       | 42      |
| 10. | Costa d'Ivori | 35.68   |

| #   | País (Sub-23) | Pts.   |
| --- | ------------- | ------ |
| 1.  | Eritrea       | 459,34 |
| 2.  | Marroc        | 299,67 |
| 3.  | Algèria       | 156    |
| 4.  | Etiòpia       | 37     |
| 5.  | Sud-àfrica    | 33,67  |
| 6.  | Tunísia       | 24     |
| 7.  | Costa d'Ivori | 15,67  |
| 8.  | Camerun       | 12     |
| 9.  | Ruanda        | 3      |
| 10. | Egipte        | 2      |